# Lingotto (metropolitana di Torino)
Lingotto è una stazione della metropolitana di Torino, inaugurata in concomitanza col prolungamento a sud della linea 1, nel marzo del 2011.

## Storia
È stata il capolinea sud della linea fino al 23 aprile 2021, quando quest'ultima è stata prolungata fino al nuovo capolinea di Bengasi.

## Servizi
- Biglietteria automatica
- Accessibilità per portatori di handicap
- Ascensori
- Scale mobili
- Stazione video sorvegliata

## Interscambi
La stazione consente l'interscambio con le linee di pullman del trasporto pubblico torinese.
- Fermata bus GTT